# Catedral de la Sagrada Familia (Rumbek)
La Catedral de la Sagrada Familia o bien Catedral de Rumbek (en inglés: Holy Family Cathedral) es un edificio religioso que pertenece a la Iglesia católica que está situado en la localidad de Rumbek, capital del Estado de Lagos, en el país africano de Sudán del Sur, y funciona como la sede de la diócesis de Rumbek, una de las estructuras que sirve como catedral más modestas en el mundo. Es un pequeño edificio dedicado a la Sagrada Familia, más parecido a una capilla misión que a una catedral tradicional en el sentido arquitectónico. Fue restaurada por el obispo Cesare Mazzolari (1937-2011).